# Aposiopese
Die Aposiopese (von altgriechisch ἀποσιώπησις aposiṓpēsis, deutsch ‚das Verstummen‘, speziell bei den Rhetoren eine Figur, wenn man das erforderliche Wort nicht ausspricht; lateinisch reticentia ‚Schweigen, Stillschweigen, Stillschweigen mitten in der Rede, das Abbrechen‘, auch obticentia, praecisio, interruptio) ist als Sonderform der Ellipse (phatische Ellipse) eine rhetorische Figur, bei der ein Satz abgebrochen wird und der letzte Teil durch eine Pause ersetzt wird.
Aus diesem Grund wird die Aposiopese im Deutschen auch als Abbruch im Satz bezeichnet. Man vergleiche dazu auch den Satzbruch (Anakoluth).
Der Abbruch kann z. B. emotionale Überwältigung (vgl. Pathos) oder eine unausgesprochene Drohung zum Ausdruck bringen. Manchmal kann man auch den Faden verloren haben oder nach einem Wort suchen. Dann ist es eine Aufforderung zur Hilfe. Oft ist es auch ein Abbruch, der auf gemeinsames Wissen und die Unnötigkeit der Fortsetzung des Satzes hinweisen soll. Der Dialogpartner soll den Satz in Gedanken oder laut ergänzen. In der heutigen Umgangssprache sehr häufig ist auch der Abbruch eines an einen Hauptsatz angeschlossenen Nebensatzes unmittelbar nach der Konjunktion und der Anschluss eines weiteren Hauptsatzes, z. B.: „Die Idee ist ganz gut, obwohl … völlig überzeugt bin ich noch nicht.“
Eine Sonderform ist die apotropäische Aposiopese: Der Satz bleibt unvollendet, um einen heiligen oder verfluchten Namen nicht aussprechen, „berufen“ zu müssen.

## Beispiele
„Caesar kam, sah und …“

„Guck mal, das ist ein …“

„Der kann mich mal …“

„Kommen Sie mit, Sie sind doch sicher auch …“

„Was! Ich? Ich hätt ihn –? Unter meinen Hunden –? Mit diesen kleinen Händen hätt ich ihn –?“

„Wenn es mir nicht gelingt, den Grafen augenblicklich zu entfernen: so denk’ ich – Doch, doch, ich glaube, er geht in diese Falle gewiß.“

„Kameraden! Dieser Brief – Freut euch mit mir!“

„Die Mutter würde mich – Lebt wohl!“

„Meine Schwägerin, sagte mein Onkel Toby, würde es vielleicht genieren, käme ein Mann so nah an ihre****–. Setzt diesen Gedankenstrich und es ist eine Aposiopesis;“

„(es spricht Vergil) Doch kommt’s uns zu, im Kampf zu siegen, sprach er, / wo nicht – ist er nicht mächtig, der sich anbot, / o wie verlangt mich, dass ein Andrer nahe!“

„Quos ego –“

Auf Deutsch:

„Euch werd’ ich –“

## Verwandte Stilfiguren
- Anakoluth
- Adynaton
- Ellipse
- Vexierreim